# Миней
Миней (на гръцки: μηνιαίος, месечен) е богослужебна книга, която съдържа песнопения и четива за неподвижните празници от годината, подредени по календарен ред от 1 септември според началото на църковната година. Основните типове М са празничен и служебен. Празничният съдържа служби за по-важните дни от годината и за някои поместни празници и се появява преди служебния. Някои от известните празнични М, които са част от старобългарското културно наследство, заради съдържанието си и интереса на учените към тях, са получили индивидуалани названия. Такива са Драгановият м от XIII в., Братковият м от XIII-XIV в., както и Скопският м от XIII в, който се пази в Народната библиотека „Св. св. Кирил и Методий“. Освен преводните песнопения тези ръкописи съдържат и оригинални старобългарски творби, написани през IX в. от учениците на Кирил и Методий и идентифицирани по акростиховете в тях.
Служебният тип М възниква по-късно от празничния и съдържа служби за всеки ден от годината. Най-ранните старобългарски служебни М не са запазени, но тяхното съществуване се потвърждава от изследванията на редица учени, които откриват следи от старобългарски протографи в най-ранните източнославянски М. Началото на изследванията на текстовете от М е положено от известния учен В. Ягич, който сравнява текстовете на най-ранните запазени служебни М, Новогородските от 1096 – 1097 г. (или т. нар. Ягичеви М) с текстовете на южнославянски ръкописи и стига до заключението, че тази богослужебна книга е навлязла в Русия от България и е редактирана непоследователно на руска почва.
Съществува и една друга разновидност на М, т. нар. чети-миней, който съдържа слова за празниците и е предназначен по-скоро за индивидуално четене, отколкото за богослужебни цели. Такъв тип М е Супрасълският сборник със слова за месец март. Текстовете в него са преведени по времето на цар Симеон от преславските книжовници.
Често, и до известна степен погрешно, терминът „миней“ бива отъждествяван с „месецослов“, а последният е богослужебна книга, която включва в себе си съдържанието на минеите.
Службите, които се поместват в М, се състоят от песнопения и четива. Всяка служба е съставена от два основни дяла – вечерня и утринна. На вечернята се поместват три стихири за празника, който е на следващия ден (календарната подредба е съобразена със схващането, че денят започва от вечерта, изразено още в началото на Книга Битие – „биде вечер, биде утро – ден един“ (Бит. 1:5). След стихирите се вмъкват четива от Стария завет и още едно песнопение – тропар или стихира. Утринната включва основното песнопение за празника, т. нар. канон, който се състои от девет песни. След шеста песен на канона се изпълняват други кратки песнопения и проложно (кратко) житие за чествания светец или събитие. Освен канона, утринната включва и други песнопения, различни по брой в зависимост от използвания Типик (книгата с указания за службите). Освен от Минея на празника се изпълняват песнопения и от другите две основни богослужебни книги в Православната църква – Октоиха и Триода.
Литература:
Ягич, В. Служебныя минея за сентябрь, октябрь и ноябрь в
церковнославянском переводе по русским рукописям 1095 – 1097 г. – В: Памятники
древнерусского языка. Т. I. Санкт Петербург, 1886.
Кожухаров, С. Миней. – В: Кирило-Методиевска енциклопедия. Т. 2. 1995, 679 – 681.
Йовчева, М. Старобългарският служебен миней. София, 2014.